# 우크라이나의 역사
우크라이나의 역사는 우크라이나의 역사에 대해 설명한다.

## 역사학과
우크라이나의 역사는 소비에트 시절에는 크게 두 개의 역사학파가 주도하였다. 우크라이나, 벨라루스를 동슬라브족으로 묶고 동슬라브족을 러시아와 일치해 해석하려는 학파와 우크라이나의 존재 목표를 소비에트 통합으로 해석하려던 학파이다. 하지만 현대 우크라이나에서는 이 두 학파는 사라지고 우크라이나의 발전 과정을 러시아와 구별되어 생각하는 학파가 주를 이루게 되었다. 우크라이나는 우크라이나의 발전 과정을 러시아와 구별시켜 보기 위해 우크라이나의 사료편찬, 역사기술을 서구식 방법인 영토접근법(Territorial approach)으로 사용하여 우크라이나 영토에 존재했던 모든 사건과 그 지역을 거쳐 간 모든 종족, 민족을 우크라이나 역사에 포함시킨다. 이러한 영토접근법은 캐나다 토론토 대학 역사학부 마고시(Paul Magocsi)교수가 창조하여 주로 사용하던 방법으로서 현대 중국에서도 사용되고 있는 방법이며 국가의 민족주의화를 위한 역사적 접근 방법이다. 이러한 영토적 접근 방법은 우크라이나에 존재했던 키메르족, 트리필리안, 스키타이인, 사마르티안 등 루스인 이전의 우크라이나에 거주했던 종족들을 우크라이나 조상으로 포함시키게 된다.

## 고대

### 기원전
우크라이나 지역에 사람이 살기 시작한 것은 최소 기원전 5000년 경부터이며, 기원전 10세기부터는 각 민족들이 역사에 이름을 드러냈다. 기원전 10세기 경부터 스키타이인과 킴메르인이, 기원전 7세기 경에는 사르마트인이 각각 우크라이나에 진출했다. 게르만족의 대이동 시기에는 동고트족의 일부가 우크라이나에 들어왔지만, 7세기부터는 동유럽 평원에서 독자적인 힘을 구축하기 시작한다.

### 동슬라브족
기본적으로는 슬라브 문화를 바탕으로 했다. 하지만 동, 서, 남의 많은 여러 슬라브 원주민들 중 동슬라브족은 고대부터 중앙아시아에서 온 투르크 민족들의 지배를 받고 튀르크 문화에 많은 영향을 받았다. 동슬라브인들은 5세기부터 투르크 민족 국가인 사바르 카간국의 지배하에 있었고 그 후에는 아바르 카간국에 정복되어 나중에는 북게르만족 루스인의 초기 국가인 루스 카간국에 막대한 영향을 준 하자르 카간국에 정복되어 있었다. 하자르 카간국의 영향에 따라 동슬라브인으로서의 정체성이 생기기 시작하였고 8세기에서 9세기에 루스 카간국이라는 튀르크의 군주 칭호인 카간을 자칭하는 루스인의 첫 국가가 등장하였다. 그 전까지는 중앙아시아 튀르크족들이 카간을 자칭하였으나 그 지배 아래 동슬라브족들도 완전히 종속과 동화되어 동슬라브족의 정체성이 확립되었고 그 후 동슬라브족이 카간을 자칭하였다. 동슬라브족은 튀르크족의 지배를 받아들이고 그 휘하에서 활동하였다. 3세기부터 10세기까지 튀르크족의 동슬라브족 지배에 의한 투르크화의 영향력으로 동슬라브족 문화는 서유럽 문화와는 조금은 이질적인 존재로 취급됐었다.
현재의 우크라이나 북부와 벨라루스 그리고 러시아에 해당하는 지역에서는 동슬라브족이 거주하고 있었다. 고대 동슬라브어를 사용하고, 삼림 지대에서 소박한 농경 생활을 보내고 있던 동슬라브족의 서쪽에는 발트어파에 속한 발트족, 동쪽이나 북쪽에는 핀우그리아어파에 속한 핀족들이 그들과 같은 생활을 보내고 있었다. 남쪽의 흑해 북해안의 스텝은 유목화된 동슬라브족들이 거주했다. 이윽고 이 지역의 동슬라브족들은 튀르크인들의 지배로 투르크어족에 동화되었고, 돌궐의 대제국이 붕괴한 다음은 볼가강의 하류에서 튀르크족의 정복에 의해 하자르 한국에 정복당하였다.
서유럽에서 프랑크 왕국 등 게르만족의 왕국이 형성되었을 무렵에, 북서쪽 스칸디나비아반도에서 노르만인들이 활동하기 시작했다. 해적·침략 행위 뿐만 아니라 발트해·북해의 교역에 종사한 노르만인은 발달된 항해술로 강을 타고 흑해로 들어가서 남쪽의 경제적으로 번영한 동로마 제국과 교역에도 나섰고, 또 이슬람 제국의 교역도 활발히 행해지고 있었기 때문에, 이러한 두 개의 교역 루트를 통해 동슬라브족 사람들은 노르만인과 튀르크 하자르의 영향을 받아 국가를 형성하기 시작했다.

### 루스 카간국
753년에 라도가 호수 부근에 루스인 최초의 도시인 스타라야라도가가 형성된 이후 튀르크족과 동슬라브인들의 영향으로 루스인들의 정체성이 확립되기 시작하였고, 830년 경에는 튀르크의 군주 칭호인 카간을 루스인들의 군주의 칭호로 사용하면서 루스인의 첫 국가인 루스 카간국이 등장하였다. 루스인들은 이후 우크라이나인, 벨라루스인, 러시아인의 원형이 되었으며, 이들이 세운 국가인 루스 카간국은 류리크 왕조와 키예프 루스의 전신이 되었다. 이후 루스 카간국의 마지막 카간이자 류리크 왕조의 시조인 류리크가 오늘날 노브고로드 방면으로 정착하였는데, 원초 연대기에 의하면 추드인, 동슬라브인, 메레인, 벱스인, 크리비치인들이 루스인들을 내쫓고 스스로 통치하려 하였으나 그 후 부족들이 서로 싸우기 시작하였기 때문에 질서를 잡기 위해 다시 루스인들을 불러들여 862년에 류리크가 노브고로드에 정착하게 되면서 류리크 왕조가 탄생하였다고 한다. 루스인들은 10세기까지 투르크족의 영향을 받았고 이에 따라 류리크 왕조의 시조인 류리크 또한 위대한 카간이자 왕으로 불렸지만, 류리크 왕조가 개창된 이후에는 피지배층인 동슬라브족에 서서히 동화되었으며, 카간이라는 호칭보다는 대공이라는 호칭이 자주 쓰이게 되었다.

## 중세

### 키예프 루스
우크라이나, 벨라루스, 러시아의 원형인 키예프 루스는 882년 노브고로드의 2대 공작인 올레그 베시가 키이우를 점령한 후 형성되었다. 현재 우크라이나 영토는 키예프 루스의 남부 지방이었다. 키예프 루스와 류리크 왕조는 스칸디나비아에서 온 루스인들이 세웠으며 이들은 동슬라브인들에게 흡수되었다. 키예프 루스는 9세기에 동로마 제국으로부터 동방 정교회와 비잔틴 문화를 수용하였고 10세기와 11세기에는 유럽에서 가장 강력한 국가 중 하나가 되어 후의 우크라이나, 벨라루스, 러시아 3국의 국가 정체성 형성의 바탕이 되었다. 키예프 루스는 13세기 류리크 왕조의 분할 상속으로 인한 내부 분열과 몽골의 침략으로 멸망하였다. 키예프 루스가 멸망한 이후 우크라이나 땅에는 갈리치아와 볼히니아 두 공국이 그 뒤를 이었다. 갈리치아와 볼히니아는 갈리치아-볼히니아 대공국으로 합쳐졌다 분열되고 결국은 폴란드-리투아니아 연방에 의해 정복되었다.

## 근대
17세기 중반에는 우크라이나 중부에 카자크 수장국이 세워져 백년 이상 러시아 차르국의 압력을 견뎠으나 결국 폴란드와 러시아에 의해 분할되었다. 그 후 18세기 후반의 폴란드 분할을 통해 우크라이나의 중부와 동부는 러시아 제국에 합병되고 서부는 오스트리아-헝가리 제국에 합병되었다.

## 현대
1917년 러시아 혁명 이후 오스트리아 지배 하의 서부 우크라이나와 러시아 지배 하의 동부 우크라이나가 각각 독립을 선언하여, 이 두 형태가 우크라이나 인민 공화국이라는 이름으로 1920년에 동서 통일을 선언했으나 외부 군대의 침략으로 신생독립국 우크라이나는 오래 가지 못하였고, 결국 1922년에 서쪽은 폴란드, 동쪽은 소비에트 연방의 영토가 되었다.
소비에트 연방에 합병된 우크라이나는 1921년-1922년 간, 1932년-1933년 간 두 차례에 걸쳐 큰 기근을 겪었다. 특히 1930년대에 일어난 둘째 기근은 스탈린이 집단 농장 체제에 저항이 심했던 우크라이나에 대해 인위적으로 부른 기근으로 홀로도모르(Holodomor)라 불린다. 이로 인한 사망자 수는 적게는 8백만여 명에서 많게는 1천만여 명 이상으로 추산되고 있다.
1991년 우크라이나는 소련으로부터 독립을 선언하였다.
2010년에 치러진 우크라이나 대통령 선거가 실시 되었을때, 빅토르 야누코비치가 율리아 티모셴코를 꺾고, 대통령으로 당선되었으며, 2014년에 일어난 혁명, 내전 등이 일어나서 국가가 불안한 상황에 놓여 있으며, 2015년 현재, 페트로 포로셴코가 대통령으로 선출되었고, 2019년 볼로디미르 젤렌스키 제6대 우크라이나 대통령에 선출되어 오늘에 이르고 있다. 각각 2014년, 2022년부터 러시아-우크라이나 전쟁이 일어나고 있다.

## 같이 보기
- 우크라이나의 정치
- 루테니아
- 소련의 역사